# Fabian Hambüchen
Fabian Hambüchen (ur. 25 października 1987 w Bergisch Gladbach) – niemiecki gimnastyk sportowy; wielokrotny medalista mistrzostw świata i Europy w gimnastyce, aktualny Mistrz Europy w gimnastyce w ćwiczeniach wolnych i wieloboju indywidualnie; brązowy medalista Letnich Igrzysk Olimpijskich 2008 w Pekinie oraz srebrny medalista Igrzysk Olimpijskich w Londynie 2012 w ćwiczeniach na drążku; zdobywca niemieckiego tytułu Sportowca Roku 2007 przyznawanego przez dziennikarzy tego kraju; jeden z czołowych gimnastyków sportowych w Niemczech i na świecie.